# Ricky Ledo
Ricardo Julio Ledo, detto Ricky (Providence, 10 settembre 1992), è un cestista statunitense.

## Carriera
Ledo dopo aver frequentato quattro diverse High School è considerato uno dei migliori prospetti a livello nazionale e decide di andare a giocare con i Providence Friars ma per problemi di carattere accademico non disputa neanche una partita in tutta la stagione 2012-13, nonostante ciò viene scelto alla 43ª chiamata del Draft 2013 dai Milwaukee Bucks.

Lo stesso giorno viene prima ceduto ai Philadelphia 76ers ed infine ai Dallas Mavericks.
Il 26 luglio 2018, Ledo firma per la Pallacanestro Reggiana.
Il 29 novembre 2018, rescinde consensualmente il contratto con la Pallacanestro Reggiana (dopo la multa presa pochi giorni prima per il comportamento indisciplinato tenuto fuori dal parquet), provvedimento arrivato dopo una serie di atteggiamenti considerati non idonei al ruolo del giocatore all'interno della squadra. Lascia dopo appena due mesi di campionato, al momento in vetta alla classifica marcatori con 23,5 punti di media nelle prime otto uscite stagionali.

## Statistiche

### NBA

#### Regular Season
| Anno      | Squadra          | PG | PT | MP   | TC%  | 3P%  | TL%  | RP  | AP  | PRP | SP  | PP  |
| --------- | ---------------- | -- | -- | ---- | ---- | ---- | ---- | --- | --- | --- | --- | --- |
| 2013-2014 | Dallas Mavericks | 11 | 0  | 3,0  | 35,3 | 37,5 | 100  | 0,2 | 0,2 | 0,1 | 0,0 | 1,7 |
| 2014-2015 | Dallas Mavericks | 5  | 0  | 2,2  | 0,0  | 0,0  | 50,0 | 0,4 | 0,2 | 0,0 | 0,0 | 0,2 |
| 2014-2015 | N.Y. Knicks      | 12 | 0  | 19,4 | 35,6 | 41,7 | 75,0 | 2,8 | 1,5 | 0,5 | 0,1 | 7,4 |
| Carriera  | Carriera         | 28 | 0  | 9,9  | 33,6 | 37,1 | 76,9 | 1,4 | 0,8 | 0,3 | 0,0 | 3,9 |

### G League

#### Regular Season
| Anno      | Squadra        | PG  | PT  | MP   | TC%  | 3P%  | TL%  | RP  | AP  | PRP | SP  | PP   |
| --------- | -------------- | --- | --- | ---- | ---- | ---- | ---- | --- | --- | --- | --- | ---- |
| 2013-2014 | Texas Legends  | 39  | 26  | 29,6 | 42,0 | 32,8 | 71,4 | 5,9 | 2,9 | 0,9 | 0,2 | 13,3 |
| 2014-2015 | Texas Legends  | 26  | 23  | 32,8 | 44,6 | 28,8 | 75,6 | 4,6 | 4,2 | 1,4 | 0,2 | 15,1 |
| 2015-2016 | Reno Bighorns  | 50  | 49  | 30,5 | 44,2 | 39,5 | 81,3 | 6,1 | 2,8 | 1,1 | 0,3 | 21,3 |
| 2017-2018 | Wisconsin Herd | 17  | 14  | 33,8 | 39,1 | 32,8 | 96,4 | 6,5 | 2,9 | 1,6 | 0,1 | 15,4 |
| Carriera  | Carriera       | 132 | 112 | 31,1 | 43,0 | 35,4 | 78,8 | 5,8 | 3,1 | 1,2 | 0,2 | 16,9 |

#### Playoffs
| Anno     | Squadra       | PG | PT | MP   | TC%  | 3P%  | TL% | RP  | AP  | PRP | SP  | PP   |
| -------- | ------------- | -- | -- | ---- | ---- | ---- | --- | --- | --- | --- | --- | ---- |
| 2016     | Reno Bighorns | 3  | 3  | 31,2 | 39,3 | 40,7 | 100 | 7,3 | 3,0 | 0,7 | 0,3 | 20,3 |
| Carriera | Carriera      | 3  | 3  | 31,2 | 39,3 | 40,7 | 100 | 7,3 | 3,0 | 0,7 | 0,3 | 20,3 |

### Eurolega
| Anno      | Squadra      | PG | PT | MP   | TC%  | 3P%  | TL%  | RP  | AP  | PRP | SP  | PP  |
| --------- | ------------ | -- | -- | ---- | ---- | ---- | ---- | --- | --- | --- | --- | --- |
| 2017-2018 | Anadolu Efes | 13 | 8  | 21,0 | 30,7 | 26,4 | 61,1 | 3,7 | 1,6 | 0,8 | 0,1 | 7,9 |
| Carriera  | Carriera     | 13 | 8  | 21,0 | 30,7 | 26,4 | 61,1 | 3,7 | 1,6 | 0,8 | 0,1 | 7,9 |

## Palmarès
- Coppa di Polonia: 1

Włocławek: 2020
- Supercoppa polacca: 1

Włocławek: 2019